# I Touch Myself
I Touch Myself is een hitsingle van de Australische rockband Divinyls uit 1991. Het is de eerste single van hun titelloze vierde studioalbum.
"I Touch Myself" kent een seksueel getinte tekst. Het nummer bereikte de nummer 1-positie in Australië, waar de band op dat moment al 10 jaar aan de weg aan het timmeren was. Daarnaast werd de plaat de enige internationale hit voor Divinyls. Hoewel het nummer in het Nederlandse taalgebied geen hitlijsten bereikte, geniet het er wel kleine bekendheid.

## Tracklijst
- 12"- en CD-single

1. "I Touch Myself"
2. "Follow Through"
3. "I Touch Myself"